# Purbatua (Pangaribuan)
Purbatua is een bestuurslaag in het regentschap Tapanuli Utara van de provincie Noord-Sumatra, Indonesië. Purbatua telt 976 inwoners (volkstelling 2010).